# Mycula
Mycula mossakowskii és una espècie d'aranyes araneomorfes de la subfamília Erigoninae, dins de la família Linyphiidae. És l'únic membre del gènere monotípic Mycula.
Fou descrit per primera vegada per H.-B. Schikora l'any 1994,
És un endemisme d'Alemanya, Àustria i Itàlia.